# ۲۷۴ (پیش از میلاد)
۲۷۴ (پیش از میلاد) ۲۷۴مین سال قبل از تقویم میلادی است.